# Pervyje na Lune
Pervyje na Lune (russisk: Первые на Луне) er en russisk spillefilm fra 2005 af Aleksej Fedortjenko.

## Medvirkende
- Boris Vlasov som Ivan Kharlamov
- Andrej Osipov som Fjodor Suprun
- Viktorija Ilinskaja som Nadezjda Svetlaja
- Viktor Kotov som Mikhail Rosjjin
- Aleksej Slavnin som Khanif Fattakhov